# Tour de France 2023/6. Etappe
Die 6. Etappe der Tour de France 2023 fand am 6. Juli 2023 statt und endete mit der ersten Bergankunft der 110. Austragung. Die Strecke startete in Tarbes und führte über 144,9 Kilometer nach Cauterets, wo sich das Ziel am Ende der Route de Cambasque auf einer Höhe von 1355 Metern befand. Mit dem Col d’Aspin und Col du Tourmalet wurden zuvor zwei Pyrenäen-Pässe überquert. Nach der Zielankunft hatten die Fahrer insgesamt 1073,8 Kilometer absolviert, was 31,5 % der Gesamtdistanz der Rundfahrt entspricht.
Das Team Jumbo-Visma eröffnete das Finale bereits im Anstieg des Col du Tourmalet. Jonas Vingegaard (Jumbo-Visma) und Tadej Pogačar (UAE Team Emirates) distanzierten die anderen Gesamtklassement-Fahrern und nahmen gemeinsam den Schlussanstieg in Angriff. Auf den letzten Kilometern setzte sich Tadej Pogačar von Jonas Vingegaard ab und gewann die Etappe. Jonas Vingegaard übernahm das Gelbe Trikot von Jai Hindley (Bora-hansgrohe).

## Streckenführung
Der neutralisierte Start erfolgte in Tarbes vor der Halle Marcadieu unweit der Paroisse Sainte Thérèse. Vorbei am Jardin Massey mit dem Musée Massey führte die Strecke in Richtung Norden, ehe das Peloton über Aureilhan nach Séméac gelangte. Nach dem Ortsgebiet wurde das Rennen auf der D21 einer kurzen Steigung nach 7,8 Kilometern freigegeben.
Nach dem offiziellen Start führte die Strecke vorbei am Lac de l’Arrêt Darré in Richtung Westen, ehe die Fahrtrichtung gen Süden drehte und über Tournay zur Côte de Capvern-les-Bains (602 m) führte, die bei Kilometer 29,9 erreicht wurde und als Bergwertung der 3. Kategorie klassifiziert worden war. Sie war 5,6 Kilometer lang und wies eine durchschnittliche Steigung von 4,8 % auf. Im Anschluss führte die Strecke über Capvern und Hèches nach Sarrancolin wo nach 49,2 Kilometern der Zwischensprint ausgefahren wurde. Die Fahrer befanden sich nun im Valle d’Aure, ehe sie den Col d’Aspin in Angriff nahmen. Mit einer Länge von 12 Kilometer und einer Durchschnittsteigung von 6,5 % führte dieser Anstieg der 1. Kategorie auf eine Höhe von 1490 Metern. Die Kuppe wurde nach 68,1 Kilometern überquert und es folgte eine rund 10 Kilometer lange Abfahrt nach Sainte-Marie de Campan, das am Fuß des Col du Tourmalet liegt. Nun begann die Straße allmählich zu steigen und führte für 17,1 Kilometer mit einer durchschnittlichen Steigung von 7,3 % bergauf zur Passhöhe. Die zweite Hälfte des Anstiegs ist deutlich anspruchsvoller, da die Kilometerschnitte hier kaum unter 9 % fallen. Auf dem Col du Tourmalet wurde auf einer Höhe von 2115 Metern eine Bergwertung „hors catégorie“ abgenommen und es wurde das Souvenir Jacques Goddet vergeben. Die Kuppe wurde 47 Kilometer vor dem Ziel überquert, ehe eine 18,5 Kilometer lange Abfahrt nach Luz-Saint-Sauveur führte. Nun folgte die Strecke dem Gave de Gavarine stromabwärts und verlief dabei leicht abschüssig nach Pierrefitte-Nestalas, wo der Schlussanstieg nach Cauterets begann.
Die Auffahrt nach Cauterets war 15,9 Kilometer lang und wies eine durchschnittliche Steigung von 5,4 % auf. Die ersten elf Kilometer führten bei moderaten Steigungsprozenten von teils weniger als 5 % ins Ortsgebiet von Cauterets, ehe die Fahrer die Route de Cambasque erreichten. Auf den letzten fünf Kilometern wurden Kilometerschnitte von mehr als 10 % erreicht, wobei die Straße auf den letzten 1500 Metern etwas abflachte und mit rund 6 % im Schnitt zum Ziel führte. Im Ziel wurde auf einer Höhe von 1355 Metern eine Bergwertung der 1. Kategorie abgenommen.
|                              | Ort                       | Kilometer | Länge (km) | Höhe (m) | Ø Steigung |
| ---------------------------- | ------------------------- | --------- | ---------- | -------- | ---------- |
| neutralisierter Start        | Tarbes                    | −7,8      |            |          |            |
| offizieller Start            | Séméac (D21)              | 0         |            |          |            |
| Bergwertung (3. Kategorie)   | Côte de Capvern-les-Bains | 29,9      | 5,6        | 602      | 4,8 %      |
| Zwischensprint               | Sarrancolin               | 49,2      |            |          |            |
| Bergwertung (1. Kategorie)   | Col d’Aspin               | 68,1      | 12         | 1490     | 6,5 %      |
| Bergwertung (hors catégorie) | Col du Tourmalet          | 97,9      | 17,1       | 2115     | 7,3 %      |
| Bergwertung (1. Kategorie)   | Cauterets-Cambasque       | 144,9     | 15,9       | 1355     | 5,4 %      |
| Ziel                         | Cauterets-Cambasque       | 144,9     | 15,9       | 1355     | 5,4 %      |

## Rennverlauf
Nach dem offiziellen Start setzten sich mit Julian Alaphilippe (Soudal Quick-Step), Wout van Aert (Jumbo-Visma), Tobias Halland Johannessen, Jonas Gregaard (beide Uno-X), Gorka Izagirre (Movistar), Krists Neilands (Israel-Premier Tech), Michał Kwiatkowski (Ineos Grenadiers), Matis Louvel (Arkéa-Samsic), Mathieu van der Poel (Alpecin-Deceuninck), James Shaw (EF Education-EasyPost), Nikias Arndt (Bahrain Victorious), Bryan Coquard (Cofidis), Christopher Juul-Jensen (Jayco AlUla), Benoît Cosnefroy (AG2R Citroën) und Matteo Trentin (UAE Team Emirates) 14 Fahrer vom Hauptfeld ab. Vor der ersten Bergwertung kamen mit Ruben Guerreiro (Movistar), Anthony Perez (Cofidis), Neilson Powless (EF Education-EasyPost), Kasper Asgreen (Soudal Quick-Step) und Oliver Naesen (AG2R Citroën) fünf Fahrer hinzu, wobei Julian Alaphilippe mit einem Rückstand von rund sieben Minuten der bestplatzierte Fahrer der Ausreißergruppe war. Die erste Bewertung auf der Côte de Capvern-les-Bains sicherte sich Neilson Powless, der sich somit auf den zweiten Rang der Sonderwertung schob.
Nachdem zunächst die Bora-hansgrohe-Mannschaft um den gesamtführenden Jai Hindley das Tempo bestimmt hatte, übernahm im oberen Teil des Col d’Aspin die Jumbo-Visma-Mannschaft. In der Ausreißergruppe sorgte Wout van Aert dafür, dass sich der Vorsprung bei rund drei Minuten stabilisierte, wodurch mehrere Fahrer der Fluchtgruppe auf dem ersten Pass zurückfielen. Die Bergwertung auf dem Col d’Aspin gewann Neilson Powless vor Ruben Guerreiro und schlüpfte somit virtuell ins Bergtrikot. Am Fuße des Col du Tourmalet zog sich das Team Jumbo-Visma kurzzeitig zurück, ehe es mit Christophe Laporte und Nathan Van Hooydonck das Tempo erneut forcierte. Mit Michael Woods (Israel-Premier Tech) fiel der Gesamtelfte bereits früh zurück und mit Emanuel Buchmann (Bora-hansgrohe) verblieb nur noch ein Helfer an der Seite von Jai Hindley. Bei La Mongie, das rund vier Kilometer vor der Passhöhe erreicht wurde, übernahm Wilco Kelderman (Jumbo-Visma) die Tempoarbeit, wodurch das Hauptfeld endgültig zerfiel. Einzig Jonas Vingegaard, der Kapitän der Jumbo-Visma-Mannschaft, sein Teamkollege Sepp Kuss und Tadej Pogačar (UAE Team Emirates) konnten der neuerlichen Tempoverschärfung folgen, während Jai Hindley nach nur wenigen Metern das Hinterrad der Angreifer verlor. Nachdem Wilco Kelderman und Sepp Kuss ihre Arbeit getan hatten, griff Jonas Vingegaard an, konnte Tadej Pogačar jedoch anders als am Vortag nicht distanzieren. Auf der Passhöhe des Col du Tourmalet betrug der Rückstand der beiden auf die Ausreißergruppe weniger als eine Minute. Die weiteren Gesamtklassement-Fahrer hatten sie zu diesem Zeitpunkt bereits rund zwei Minuten hinter sich gelassen. Kurz nach der Kuppe schlossen Jonas Vingegaard und Tadej Pogačar zu Wout van Aert auf, der nach der Überquerung des Col du Tourmalet auf seinen Kapitän gewartet hatte. Unter dem Tempodiktat des Belgiers war die Ausreißergruppe im Anstieg zerfallen und mit Ruben Guerreiro, Tobias Halland Johannessen, Michał Kwiatkowski und James Shaw hatten ihm nur vier Fahrer bis auf die Passhöhe folgen können. Im Sprint um die Bergwertung hatte sich Tobias Halland Johannessen vor Ruben Guerreiro durchgesetzt und zugleich das Souvenir Jacques Goddet gesichert. In der Abfahrt schloss Wout van Aert mit Jonas Vingegaard und Tadej Pogačar am Hinterrad die Lücke zu der Spitzengruppe, wobei sich mit Neilson Powless auch ein ehemaliger Fahrer der Ausreißergruppe zurückkämpfte. Rund zwei Minuten dahinter formierte sich eine große Gruppe um Jai Hindley in der mit Ausnahme von Giulio Ciccone und Mattias Skjelmose Jensen (beide Lidl-Trek) alle Fahrer vertreten waren, die in der Gesamtwertung auf den ersten zehn Plätzen lagen. Auf dem Weg zum Schlussanstieg baute Wout van Aert den Vorsprung der Spitzenreiter weiter aus, während Emanuel Buchmann die Nachführarbeit in der Verfolgergruppe übernahm.
Im Schlussanstieg nach Cauterets hielt Wout van Aert das Tempo im unteren Teil weiter hoch, ehe er rund vier Kilometer vor dem Ziel nach getaner Arbeit zurückfiel. Jonas Vingegaard griff erneut an, konnte Tadej Pogačar jedoch wieder nicht distanzieren. Rund drei Kilometer vor dem Ziel holte der Slowene schließlich zum Gegenschlag aus und konnte innerhalb von wenigen Metern eine kleine Lücke zum Vorjahressieger öffnen. Auf den letzten Metern baute er seinen Vorsprung weiter aus und gewann mit 24 Sekunden Vorsprung seine zehnte Tour-de-France-Etappe. Hinter Jonas Vingegaard belegte Tobias Halland Johannessen den dritten Rang. In der Verfolgergruppe setzten sich Carlos Rodríguez (Ineos Grenadiers) und Jai Hindley von den restlichen Fahrern ab, ehe auch Simon Yates (Jayco AlUla) auf den letzten Metern zu ihnen stieß. Das Trio wies im Ziel einen Rückstand von zwei Minuten und 39 Sekunden auf den Etappensieger auf. Die weiteren Gesamtklassement-Fahrer verloren weitere 30 Sekunden.
In der Gesamtwertung übernahm Jonas Vingegaard das Gelbe Trikot von Jai Hindley. Der Däne lag nun 25 Sekunden vor Tadej Pogačar, während Jai Hindley als Dritter bereits einen Rückstand von einer Minute und 34 Sekunden aufwies. Dahinter folgte Somon Yates mit über drei Minuten Rückstand, ehe die Fahrer bis zum neunten Gesamtrang deutlich knapper zusammenlagen. Giulio Ciccone, Mattias Skjelmose Jensen und Emanuel Buchmann fielen aus den Top 10, während Romain Bardet (DSM-Firmenich), Thomas Pidcock (Ineos Grenadiers) und Sepp Kuss (Jumbo-Visma) in diese vorrückten. Neilson Powless übernahm die Führung in der Bergwertung, während Jasper Philipsen (Alpecin-Deceuninck) das grüne Trikot der Punktewertung verteidigte. In der Nachwuchs- und Mannschaftswertung kam es zu keinem Führungswechsel. Alle 172 Starter erreichten das Ziel im vorgegebenen Zeitlimit, wobei Wout van Aert zum zweiten Mal in Folge zum kämpferischsten Fahrer gewählt wurde.
Der portugiesische Fahrer Ruben Guerreiro wurde nach dem Rennen von der Renn-Jury für sein Fahrverhalten am Col du Tourmalet bestraft: beim Sprint um die Bergwertung drängte er den Norweger Tobias Halland Johannessen von der Straße weg, um als Erster die Kuppe zu erreichen. Infolgedessen bekam Ruben Guerreiro 5 Punkte Abzug in der Bergwertung und wurde bei dieser Bergwertung auf dem letzten Platz seiner Ausreißergruppe gesetzt. Zudem musste er ein Bußgeld in Höhe von 500 CHF bezahlen.

## Ergebnis
| \| Etappenergebnis \| Etappenergebnis \| Etappenergebnis \| Etappenergebnis \| Etappenergebnis \| \| Fahrer \| Fahrer \| Land \| Team \| Zeit \| \| --------------- \| -------------------------- \| ---------------------- \| ---------------------- \| --------------- \| \| 1. \| Tadej Pogačar \| Slowenien \| UAE Team Emirates \| 3 h 54 min 27 s \| \| 2. \| Jonas Vingegaard \| Dänemark \| Jumbo-Visma \| + 24 s \| \| 3. \| Tobias Halland Johannessen \| Norwegen \| Uno-X Pro Cycling Team \| + 1 min 22 s \| \| 4. \| Ruben Guerreiro \| Portugal \| Movistar Team \| + 2 min 06 s \| \| 5. \| James Shaw \| Vereinigtes Königreich \| EF Education-EasyPost \| + 2 min 15 s \| \| 6. \| Jai Hindley \| Australien \| Bora-Hansgrohe \| + 2 min 39 s \| \| 7. \| Carlos Rodríguez \| Spanien \| Ineos Grenadiers \| + 2 min 39 s \| \| 8. \| Simon Yates \| Vereinigtes Königreich \| Team Jayco AlUla \| + 2 min 39 s \| \| 9. \| Adam Yates \| Vereinigtes Königreich \| UAE Team Emirates \| + 3 min 11 s \| \| 10. \| Romain Bardet \| Frankreich \| Team DSM-Firmenich \| + 3 min 11 s \| |                            |                        |                        |                 |
| |                            |                        |                        |                 |
| Quelle: ProCyclingStats |                            |                        |                        |                 |
| Etappenergebnis |                            |                        |                        |                 |
| Fahrer | Fahrer                     | Land                   | Team                   | Zeit            |
| 1. | Tadej Pogačar              | Slowenien              | UAE Team Emirates      | 3 h 54 min 27 s |
| 2. | Jonas Vingegaard           | Dänemark               | Jumbo-Visma            | + 24 s          |
| 3. | Tobias Halland Johannessen | Norwegen               | Uno-X Pro Cycling Team | + 1 min 22 s    |
| 4. | Ruben Guerreiro            | Portugal               | Movistar Team          | + 2 min 06 s    |
| 5. | James Shaw                 | Vereinigtes Königreich | EF Education-EasyPost  | + 2 min 15 s    |
| 6. | Jai Hindley                | Australien             | Bora-Hansgrohe         | + 2 min 39 s    |
| 7. | Carlos Rodríguez           | Spanien                | Ineos Grenadiers       | + 2 min 39 s    |
| 8. | Simon Yates                | Vereinigtes Königreich | Team Jayco AlUla       | + 2 min 39 s    |
| 9. | Adam Yates                 | Vereinigtes Königreich | UAE Team Emirates      | + 3 min 11 s    |
| 10. | Romain Bardet              | Frankreich             | Team DSM-Firmenich     | + 3 min 11 s    |

## Gesamtstände
| \| Gesamtwertung \| Gesamtwertung \| Gesamtwertung \| Gesamtwertung \| Gesamtwertung \| \| Fahrer \| Fahrer \| Land \| Team \| Zeit \| \| ------------- \| ---------------- \| ---------------------- \| ------------------ \| ---------------- \| \| 1. \| Jonas Vingegaard \| Dänemark \| Jumbo-Visma \| 26 h 10 min 44 s \| \| 2. \| Tadej Pogačar \| Slowenien \| UAE Team Emirates \| + 25 s \| \| 3. \| Jai Hindley \| Australien \| Bora-Hansgrohe \| + 1 min 34 s \| \| 4. \| Simon Yates \| Vereinigtes Königreich \| Team Jayco AlUla \| + 3 min 14 s \| \| 5. \| Carlos Rodríguez \| Spanien \| Ineos Grenadiers \| + 3 min 30 s \| \| 6. \| Adam Yates \| Vereinigtes Königreich \| UAE Team Emirates \| + 3 min 40 s \| \| 7. \| David Gaudu \| Frankreich \| Groupama-FDJ \| + 4 min 02 s \| \| 8. \| Romain Bardet \| Frankreich \| Team DSM-Firmenich \| + 4 min 42 s \| \| 9. \| Thomas Pidcock \| Vereinigtes Königreich \| Ineos Grenadiers \| + 4 min 42 s \| \| 10. \| Sepp Kuss \| Vereinigte Staaten \| Jumbo-Visma \| + 5 min 28 s \| |                  |                        |                    |                  |
| |                  |                        |                    |                  |
| Quelle: ProCyclingStats |                  |                        |                    |                  |
| Gesamtwertung |                  |                        |                    |                  |
| Fahrer | Fahrer           | Land                   | Team               | Zeit             |
| 1. | Jonas Vingegaard | Dänemark               | Jumbo-Visma        | 26 h 10 min 44 s |
| 2. | Tadej Pogačar    | Slowenien              | UAE Team Emirates  | + 25 s           |
| 3. | Jai Hindley      | Australien             | Bora-Hansgrohe     | + 1 min 34 s     |
| 4. | Simon Yates      | Vereinigtes Königreich | Team Jayco AlUla   | + 3 min 14 s     |
| 5. | Carlos Rodríguez | Spanien                | Ineos Grenadiers   | + 3 min 30 s     |
| 6. | Adam Yates       | Vereinigtes Königreich | UAE Team Emirates  | + 3 min 40 s     |
| 7. | David Gaudu      | Frankreich             | Groupama-FDJ       | + 4 min 02 s     |
| 8. | Romain Bardet    | Frankreich             | Team DSM-Firmenich | + 4 min 42 s     |
| 9. | Thomas Pidcock   | Vereinigtes Königreich | Ineos Grenadiers   | + 4 min 42 s     |
| 10. | Sepp Kuss        | Vereinigte Staaten     | Jumbo-Visma        | + 5 min 28 s     |

| Punktewertung | Punktewertung    | Punktewertung          | Punktewertung         | Punktewertung |
| Fahrer        | Fahrer           | Land                   | Team                  | Punkte        |
| ------------- | ---------------- | ---------------------- | --------------------- | ------------- |
| 1.            | Jasper Philipsen | Belgien                | Alpecin-Deceuninck    | 150 P.        |
| 2.            | Bryan Coquard    | Frankreich             | Cofidis               | 104 P.        |
| 3.            | Wout van Aert    | Belgien                | Jumbo-Visma           | 92 P.         |
| 4.            | Victor Lafay     | Frankreich             | Cofidis               | 80 P.         |
| 5.            | Mads Pedersen    | Dänemark               | Lidl-Trek             | 76 P.         |
| 6.            | Caleb Ewan       | Australien             | Lotto Dstny           | 73 P.         |
| 7.            | Tadej Pogačar    | Slowenien              | UAE Team Emirates     | 70 P.         |
| 8.            | Mark Cavendish   | Vereinigtes Königreich | Astana Qazaqstan Team | 62 P.         |
| 9.            | Jai Hindley      | Australien             | Bora-Hansgrohe        | 51 P.         |
| 10.           | Neilson Powless  | Vereinigte Staaten     | EF Education-EasyPost | 45 P.         |

| Bergwertung | Bergwertung                | Bergwertung        | Bergwertung            | Bergwertung |
| Fahrer      | Fahrer                     | Land               | Team                   | Punkte      |
| ----------- | -------------------------- | ------------------ | ---------------------- | ----------- |
| 1.          | Neilson Powless            | Vereinigte Staaten | EF Education-EasyPost  | 36 P.       |
| 2.          | Felix Gall                 | Österreich         | AG2R Citroën Team      | 28 P.       |
| 3.          | Tobias Halland Johannessen | Norwegen           | Uno-X Pro Cycling Team | 26 P.       |
| 4.          | Ruben Guerreiro            | Portugal           | Movistar Team          | 22 P.       |
| 5.          | Tadej Pogačar              | Slowenien          | UAE Team Emirates      | 19 P.       |
| 6.          | Jai Hindley                | Australien         | Bora-Hansgrohe         | 19 P.       |
| 7.          | Giulio Ciccone             | Italien            | Lidl-Trek              | 19 P.       |
| 8.          | Jonas Vingegaard           | Dänemark           | Jumbo-Visma            | 18 P.       |
| 9.          | Wout van Aert              | Belgien            | Jumbo-Visma            | 15 P.       |
| 10.         | Daniel Felipe Martínez     | Kolumbien          | Ineos Grenadiers       | 15 P.       |

| Nachwuchswertung | Nachwuchswertung           | Nachwuchswertung       | Nachwuchswertung       | Nachwuchswertung |
| Fahrer           | Fahrer                     | Land                   | Team                   | Zeit             |
| ---------------- | -------------------------- | ---------------------- | ---------------------- | ---------------- |
| 1.               | Tadej Pogačar              | Slowenien              | UAE Team Emirates      | 26 h 11 min 09 s |
| 2.               | Carlos Rodríguez           | Spanien                | Ineos Grenadiers       | + 3 min 05 s     |
| 3.               | Thomas Pidcock             | Vereinigtes Königreich | Ineos Grenadiers       | + 4 min 17 s     |
| 4.               | Felix Gall                 | Österreich             | AG2R Citroën Team      | + 7 min 54 s     |
| 5.               | Mattias Skjelmose          | Dänemark               | Lidl-Trek              | + 8 min 22 s     |
| 6.               | Tobias Halland Johannessen | Norwegen               | Uno-X Pro Cycling Team | + 21 min 16 s    |
| 7.               | Clément Champoussin        | Frankreich             | Arkéa-Samsic           | + 39 min 09 s    |
| 8.               | Matthew Dinham             | Australien             | Team DSM-Firmenich     | + 40 min 18 s    |
| 9.               | Mathieu Burgaudeau         | Frankreich             | TotalEnergies          | + 42 min 44 s    |
| 10.              | Matis Louvel               | Frankreich             | Arkéa-Samsic           | + 44 min 45 s    |

| Mannschaftswertung | Mannschaftswertung | Mannschaftswertung           | Mannschaftswertung |
| Team               | Team               | Land                         | Zeit               |
| ------------------ | ------------------ | ---------------------------- | ------------------ |
| 1.                 | Jumbo-Visma        | Niederlande                  | 78 h 43 min 21 s   |
| 2.                 | Ineos Grenadiers   | Vereinigtes Königreich       | + 1 min 50 s       |
| 3.                 | Bahrain Victorious | Bahrain                      | + 10 min 09 s      |
| 4.                 | UAE Team Emirates  | Vereinigte Arabische Emirate | + 11 min 02 s      |
| 5.                 | Groupama-FDJ       | Frankreich                   | + 15 min 26 s      |
| 6.                 | AG2R Citroën Team  | Frankreich                   | + 18 min 52 s      |
| 7.                 | Bora-Hansgrohe     | Deutschland                  | + 26 min 08 s      |
| 8.                 | Lidl-Trek          | Vereinigte Staaten           | + 36 min 07 s      |
| 9.                 | Movistar Team      | Spanien                      | + 45 min 16 s      |
| 10.                | Team Jayco AlUla   | Australien                   | + 1 h 04 min 59 s  |

## Trivia
Mit einer Zeit von 45 Minuten und elf Sekunden unterboten Jonas Vingegaard und Tadej Pogačar die Bestzeit auf den Col du Tourmalet um mehr als zwei Minuten. Zuvor hatte David Gaudu im Jahr 2021 den Rekord mit 47 Minuten und 35 Sekunden aufgestellt.